# Cyananthus formosus
Cyananthus formosus är en klockväxtart som beskrevs av Friedrich Ludwig Diels. Cyananthus formosus ingår i släktet Cyananthus, och familjen klockväxter. Inga underarter finns listade i Catalogue of Life.